# Раздольненский заказник
Раздольненский заказник (укр. Роздольненський заказник) — геологический заказник общегосударственного значения. Находится в Кальмиусском районе Донецкой области возле села Раздольное и вблизи трассы Донецк—Новоазовск. Под российской оккупацией.
Статус заказника присвоен постановлением Совета министров УССР от 28 октября 1974 года № 500. Площадь — 100 га.
В Раздольненском заказнике находится обнажение верхнедевонских отложений и карбонатной толщи нижнего карбона. Девонские отложения в заказнике достигают мощности в 500 метров.
Раздольненское обнажение находится в зоне сочленения Донецкого кряжа и Приазовского кристаллического массива.
Выходы пород начинаются возле села Раздольное и продолжают прослеживаться на 4-5 километров вверх по течению реки Мокрая Волноваха.
Обнажения заказника снизу сложены из изверженных вулканических пород. Выше них находятся грубозернистые песчаники конгломераты из гальки и обкатанных валунов. Выше них находится толща из серых, зеленовато-серых и конгломератных песчаников.
В девонских отложениях заказника часто встречаются отпечатки растений и морских животных. В некоторых местах девонские отложения перекрыты карбоновыми отложениями. На юго-западе Раздольненского заказника образовалась карстовая область в нижнекарбоновых известняках.
Протекающие здесь ручьи и река Сухая Волноваха сбегают с возвышенностей, а на месте карстовой области уходят под землю и снова выходят из-под земли за её территорией.
В Раздольненском заказнике проходят учебную практику студенты-геологи и студенты-геофизики. Также в заказнике проводятся экскурсии.